# Крепость Солтанниязбега-гала
Крепость Солтанниязбега-гала  (туркм. Soltanniýazbegyň galasy) — руины крепости расположены в Туркменистане на высоком холме на территории Халачского этрапа Лебапского велаята.  Местное население именует крепость Солтанниязбега крепостью Сейди.

## История крепости
По сообщениям местных старожилов, крепость принадлежала эрсаринскому вождю Солтанниязбегу. Время деятельности этого правителя относится к первой четверти XIX века.
Местное население Солтанниязбег называют ещё крепостью Сейди в честь своего героического земляка и поэта. В жизни Сейитназара Сейди, как и каждой крупной личности, ярко отразилось время со всеми его сложностями и противоречиями. Несмотря на политические, торговые и культурные связи с Бухарским эмиратом, туркменские племена нередко вступали с ним в раздоры, и обстановка на лебапской земле оставалась неустойчивой и тревожной. Сейди выступал за идею независимости от эмирата. Его популярности у народа способствовало, помимо поэтического дара и то, что он проявил себя умелым воином и военачальником.

## Описание крепости
Само же укрепление представляет собой образец позднесредневековой туркменской архитектуры. Оно по форме напоминает вытянутый параллелограмм шириной 95-105 метров и длиной 175 метров, общая площадь приблизительно 1,8 гектара. Внутри делится двумя параллельными стенами на три части, что указывает на постепенное увеличение размеров древнего сооружения. Наиболее старшим по возрасту следует считать северный отсек, так как его стены имеют позиции для стрелков. При строительстве использованы пахса, крупные комья глины для основания стен, сырцовые кирпичи разных размеров - для верха стен, причем выше бойниц - для прочности. Столь же разнообразны приёмы кладки, свидетельствующие о мастерстве древних зодчих.
В 1993 году у крепости был установлен видный издалека памятник знаменитому поэту и воину Сейитназару Сейди. Он изображён в камне с неизменной саблей на левом боку и с верным конём.

## Крепость сегодня
Сегодня крепость является местной достопримечательностью, которую посещает много туристов. Также  к установленному у крепости памятнику знаменитому поэту и воину Сейитназару Сейди приходят молодожёны в свой самый счастливый день жизни поклониться и возложить цветы.